# Breitscheid (Mayence-Bingen)
Pour les articles homonymes, voir Breitscheid.
Breitscheid est une municipalité de la Verbandsgemeinde Rhein-Nahe, dans l'arrondissement de Mayence-Bingen, en Rhénanie-Palatinat, dans l'ouest de l'Allemagne.

## Illustrations

Localisation de Breitscheid dans la Verbandsgemeide et dans l'arrondissement